# روزه آبمیوه

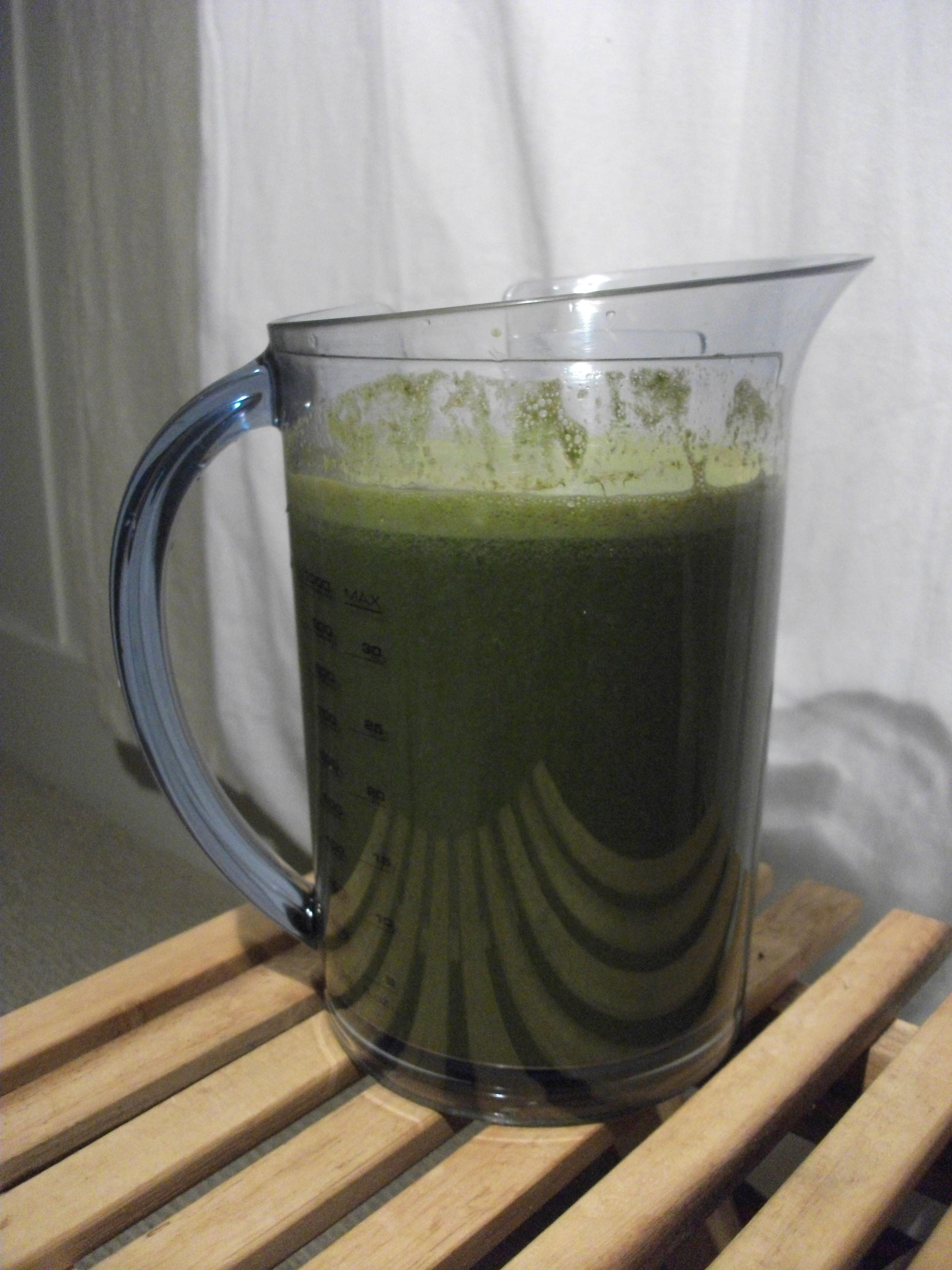
آبمیوه و آب سبزی از کلم، گندم، گل کلم، کلم بروکلی، هویج، سیب و آب لیمو.

روزه آبمیوه (به انگلیسی: Juice fasting) " رژیم غذایی بسیار کوتاه‌مدت و عموماً یک تا سه‌روزه‌ای است که در طول آن فرد با هدف حذف فلزات سنگین یا دیگر مواد سمی از بدن، فقط آبمیوه و آب سبزی مصرف می‌کند.